# Adela (postać literacka)
Adela – fikcyjna postać literacka, bohaterka dwóch opowiadań Brunona Schulza – Sklepów cynamonowych i Sanatorium pod Klepsydrą; symbol literacki; także bohaterka filmu Sanatorium pod Klepsydrą, ekranizacji opowiadania.
Adela jest młodą służącą o pięknych, smukłych nogach. W utworach Schulza jest symbolem ciemnej, złej kobiecości, charakteryzującej się przeraźliwie zdrowym rozsądkiem, egotyzmem i przyziemnością. W niezwykły sposób dominuje nad innym bohaterem opowiadań - starym Jakubem.
W zrealizowanym w 1973 roku filmie Sanatorium pod Klepsydrą w reżyserii Wojciecha Jerzego Hasa odtwórczynią roli Adeli była Halina Kowalska.